# Pseudosinella efficiens
Pseudosinella efficiens is een springstaartensoort uit de familie van de Entomobryidae. De wetenschappelijke naam van de soort is voor het eerst geldig gepubliceerd in 1969 door Gisin & da Gama.